# Chiyoda Corporation
Pour les articles homonymes, voir Chiyoda (homonymie).
Chiyoda Corporation ((ja) 千代田化工建設株式会社) (TSE : 6366) est une firme d'ingénierie japonaise spécialisée dans la conception, la construction et le démarrage de sites industriels. En 2009, elle est surtout active dans la pétrochimie et les sites de transformation de LNG. Elle est surtout présente au Moyen-Orient.

## Histoire
Vers la fin des années 1960, elle construit les raffineries de Jeddah et de Riyad en Arabie saoudite.
En 2005, elle fut la première firme d'ingénieurs au monde à être inscrite sur le FTSE4Good, indice qui démontre sa responsabilité sociale.
En 2006, elle a eu des revenus de 484 milliards de yen et dégagé un bénéfice de 23,5 milliards de yen.
En 2009, elle s'occupe de sites de transformation de LNG au Qatar, du projet Sakhaline II en Russie de l'Est et de différents sites en chimie spécialisée au Japon.